# كمال (صفة)

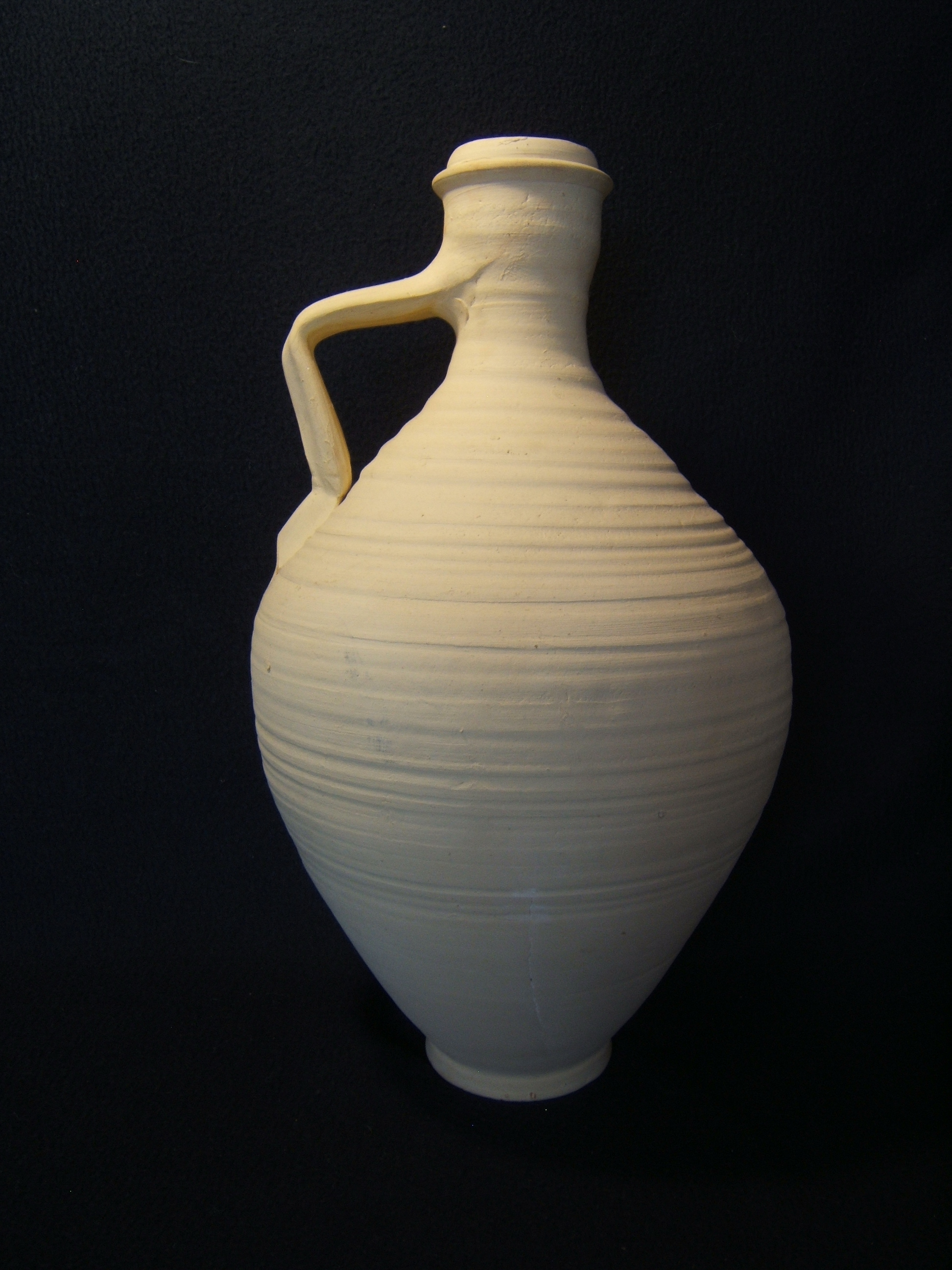

الكمال مصطلح لوصف ما ليس به عيب أو بنقص، وهو غالبا ما يستخدم لوصف الخالق في الديانات التوحيدية. يستخدم المصطلح بشكل كبير في الكتبات الميتافيزيقية والدينية والأخلاقية للدلالة على الحالة المثلى.

## في العلوم
في العلوم : خاصة الفيزياء والكيمياء : يستخدم وصفي كامل أو  تام لوصف حالة نموذجية من الأجسام في حالة فيزيئاية معينة.
مثلا : جسم جاسيء بشكل تام.